# Iran ai XXIII Giochi olimpici invernali
L'Iran ha partecipato ai XXIII Giochi olimpici invernali, che si sono svolti dal 9 al 28 febbraio 2018 a PyeongChang, in Corea del Sud, con una delegazione composta da 4 atleti. Il portabandiera è il fondista Samaneh Beyrami Baher. Al termine della manifestazione non ha ottenuto alcun piazzamento a podio.